# Germinal Pierre Dandelin

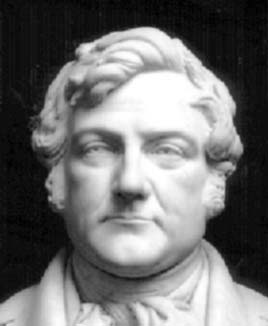
Germinal Pierre Dandelin

Germinal Pierre Dandelin (* 12. April 1794 in Le Bourget; † 15. Februar 1847 in Ixelles) war ein belgischer Mathematiker.
Sein hauptsächliches Arbeitsgebiet waren Kegelschnitte. Nach Dandelin sind die dandelinschen Kugeln benannt: eine bzw. zwei Kugeln, die sämtlich Mantellinien eines geraden Kreiskegels und eine Schnittebene in den Brennpunkten des entstehenden Kegelschnitts berühren; die dandelinschen Kugeln dienen der Herleitung der Eigenschaften von Kegelschnitten.
Dandelin studierte an der École polytechnique in Paris und kämpfte in den Armeen Napoleons. Nach dessen Niederlage kehrte er nach Belgien zurück und wurde dort Ingenieur in der Armee, lehrte aber auch als Professor in Lüttich.
Von ihm stammt auch ein Verfahren von 1823 zur numerischen Lösung algebraischer Gleichungen, das nur nach ihm und Karl Heinrich Gräffe, der es ab 1833 entwickelte, benannt wurde, obwohl dies nun so genannte Dandelin-Gräffe-Verfahren unabhängig von diesen beiden auch von Nikolai Iwanowitsch Lobatschewski als „Methode zur näherungsweisen Bestimmung der Nullstellen von Polynomen n-ten Grades“ bereits in seinem „Lehrbuch der höheren Algebra“ (1834) angeführt wurde.
1822 wurde er zum Mitglied der Académie royale des Sciences, des Lettres et des Beaux-Arts de Belgique gewählt. 1841 wurde er mit dem Leopoldsorden ausgezeichnet.